# Quintanilla San García
Quintanilla San García är en kommun i Spanien.   Den ligger i provinsen Provincia de Burgos och regionen Kastilien och Leon, i den norra delen av landet, 240 km norr om huvudstaden Madrid. Antalet invånare är 107. Arean är 46 kvadratkilometer.
Terrängen i Quintanilla San García är platt.